# Tosunbağı, Kurtalan
Tosunbağı là một xã thuộc huyện Kurtalan, tỉnh Siirt, Thổ Nhĩ Kỳ. Dân số thời điểm năm 2008 là 473 người.